# Austrophyllum sphaerocephalum
Austrophyllum sphaerocephalum är en ringmaskart som först beskrevs av Levenstein 1961.  Austrophyllum sphaerocephalum ingår i släktet Austrophyllum och familjen Phyllodocidae. Inga underarter finns listade i Catalogue of Life.